# Ferran Acuña
Ferran Acuña   (Elx, 1690 ↔ 1699 - Xàtiva, 12 de juliol de 1745) fou un organista valencià.
Seguí la carrera eclesiàstica a Oriola, i, ordenat sacerdot, se li concedí la plaça d'organista a la Col·legiata d'Alacant, la qual desenvolupà durant uns anys, fins que, mitjançant una brillant i honrosa oposició, obtingué el 1735 la de mestre de capella de la Seu de Xàtiva, on hi demostrà vàlids i llargs coneixements musicals i una gran competència com a hàbil i consumat organista, a més de demostrar-la tanmateix com a compositor, de no menors i valuoses condicions. Deixà escrites, i es conserven en aquell arxiu, les obres següents, a 5, 6, 7, 8 i 10 veus: Calenda, Rosario, Lauda Sión, Gozos a Nuestra Señora de la Seo, Regina caeli, Motete a la Virgen, ¡Oh, admirable!, Dixit, Beatus vir, Lauda Jerusalem, Magnificat, lactus sumi Domine ad adjavandum, algunes d'elles amb acompanyament; diverses misses i cançons de Nadal en lletra castellana, de les que cal destacar Dominus dixit, i diversos oratoris que escriví amb col·laboració amb llur germà Joan.
Ferran Acuña forma part d'una família de la qual quatre van ser músics destacats: Ferran i el seu germà Joan, i els nebots Joaquim i Joan Acuña Escarche.